# Ascarza (Burgos)
Ascarza (Askartza o Askartza Trebiñu en euskera) es una localidad y una Entidad Local Menor perteneciente al municipio de Condado de Treviño, Burgos (España). Está situada en la comarca de Ebro.

## Datos generales
En la actualidad (2025) su alcalde pedáneo es Sara Santano Torres.
Tiene una extensión superficial de 8,40 km² y linda con el término municipal de Vitoria.
Dista 6 km de la capital del municipio, Treviño, junto al río Ascarza.

## Demografía
Evolución de la población
| Gráfica de evolución demográfica de Ascarza entre 2000 y 2017      |
|                                                                    |
| Población de derecho (2000-2017) según el padrón municipal del INE |

## Historia

### Antiguo Régimen
Antes de la creación de los ayuntamientos constitucionales estaba incluida en la Cuadrilla de Val de Lauri.
Así se describe a Ascarza (de Treviño) en el tomo III del Diccionario geográfico-estadístico-histórico de España y sus posesiones de Ultramar, obra impulsada por Pascual Madoz a mediados del siglo XIX:

Lugar en la provincia, audiencia territorial y capitanía general de Burgos (18 leguas), partido judicial de Miranda de Ebro (4), diócesis de Calahorra, ayuntamiento de Treviño; Situado en la falda de 1 monte, donde le combaten los vientos N y S, disfrutando de clima sano, aunque fresco. Tiene 13 casas, 1 iglesia parroquial con 2 capillas; la 1 con el título del patrono San Pedro Apóstol; y la otra con el de la Virgen del Rosario, servida por 1 cura; 1 ermita situada a ¼ de hora del pueblo, bajo la advocación de San Sebastián, la que se encuentra en un estado ruinoso y caminando a su total destrucción, pues no se cuida de repararla por la escasez de fondos; y 1 fuente de exquisitas aguas que aprovechan los habitantes para su consumo doméstico. Confina el término por N con los de Castillo, Gardelegui y la ciudad de Vitoria; por E con los de San Vicentejo y Uzquiano; por S con el de Treviño, y por O con el de Franco. El terreno es de mediana calidad, fertilizado en parte por las aguas de 1 arroyo que se forma de las de la fuente del pueblo. Cuenta 1 montecillo de robles, hayas, encinas y otros arbustos que abastecen de la suficiente leña a los vecinos, y en el cual hay 1 fábrica de tejas que se conducen a Vitoria. Los caminos son locales y se hallan en mal estado, recibiendo la correspondencia de Treviño; Producciones: granos y legumbres; cría ganado lanar y cabrío, aunque en poco número; y caza de perdices, y en su tiempo de tordas. Industria: la indicada fabricación de tejas y 1 molino harinero movido solo en invierno por las aguas de la fuente enunciada, y por las que se le agregan de las lluvias y deshielo de nieves. Comercio: conducción de tejas a Vitoria y otros puntos. Población: 11 vecinos, 40 almas. Capital productivo: 18.700 reales. Imponible: 1.069.
Diccionario geográfico-estadístico-histórico de España y sus posesiones de Ultramar

### SigloXXI
El Pleno del Ayuntamiento de Condado de Treviño, en sesión celebrada el 20 de junio de 2003, acuerda iniciar el expediente de constitución en Entidad Local Menor, una vez acreditada la existencia de patrimonio suficiente para garantizar el cumplimiento de sus fines. Así como de bienes, derechos o intereses peculiares y propios de los vecinos y distintos a los comunes al municipio de Condado de Treviño que justifican la creación de una organización administrativa descentralizada.

## Disposiciones legales
ACUERDO 28/2007, de 15 de marzo, de la Junta de Castilla y León, por el que se autoriza la constitución en Entidad Local Menor al núcleo de población de Ascarza, perteneciente al municipio de Condado de Treviño. El pleno de la corporación municipal acuerda delegar el servicio domiciliario de agua potable así como el de alcantarillado a esta nueva Junta Vecinal Acuerdo de 18 de enero de 2008\Boletín Provincia .